# Encarta
Az Encarta digitális multimédiás enciklopédia, melyet a Microsoft Corporation jelentetett meg Microsoft Encarta néven 1993-tól 2009. december 31-ig. Az Encartának elérhető volt egy ingyenes internetes változata is a weben MSN Encarta (lásd még: MSN) néven, korlátozott tartalommal (de havi előfizetéssel hozzáférhető a teljes tartalom és a házifeladat-eszközök is). A teljes verzió több CD-ROM-on vagy egy DVD-ROM-on érhető el. Sok cikket a korábbi Funk and Wagnalls enciklopédiára alapoztak.
A Microsoft 2009. március végén bejelentette, hogy október 31-én becsukja az összes Encarta-weboldalt, kivéve Japánt: itt a szolgáltatás december 31-én szűnt meg.

## Leírás
Nemzetközileg különböző változatok érhetőek el, melyek nyelvben és tartalomban is különböznek. Például a holland változatban némi tartalom megtalálható a holland Winkler Prins enciklopédiából. Az alábbiakban bemutatott funkciók a legújabb (2004-es) Egyesült Királyság-beli „Encyclopedia Standard” változatot írják le.
Minden szócikk multimédiás tartalommal van integrálva. Ezek lehetnek illusztrációk, audio, video, webközpont és játékok. Vannak térképek, melyek síkban megjeleníthetők, vagy látható az egész földgömb, amely így forgathatóvá válik. Sok cikkhez kiemelt webhelyeket is válogattak a szerkesztők. Az széljegyzet alternatív nézeteket és egy bizonyos témakör információit vonultatja fel, például korabeli újságcikkeket. Az Encarta szócikkeit könnyen lehet frissíteni az internetről.
Az „Encyclopedia Plus” és a „Premium Suite” változatokban több szócikk és multimédia van, például dinamikus időszalag, virtuális túra, irodalmi útmutató, valamint egy szótár.